# 松本啓二朗
松本 啓二朗（まつもと けいじろう、1986年6月24日 - ）は、千葉県大網白里市出身の元プロ野球選手、元社会人野球選手（外野手）。

## 経歴

### プロ入り前
小学4年時からリトルリーグの大宮ライオンズに所属すると、後に全国大会へ出場。中学1年時に所属した大宮シニアでも全国大会に出場した。
千葉経大付高校への進学後は当時監督だった実父・吉啓の下で、3年時は井上雄介との二枚看板、打者としても4番打者として活躍。夏の千葉大会を同校初の優勝に導き、第86回全国選手権に出場。3回戦ではダルビッシュ有擁する東北高校に延長戦で勝ち、その後ベスト4まで進出した。
早稲田大学への進学後に、当時の監督・應武篤良の勧めで外野手に転向すると、1年時の東京六大学野球秋季リーグ戦から正右翼手に定着した。在学中には、リーグ戦通算で96試合に出場するとともに、打率.315（333打数105安打）、2本塁打、44打点、38盗塁を記録。ベストナインに5回選ばれたほか、4年秋に首位打者に輝き、リーグ史上27人目の通算100安打も達成した。早稲田大学での同期生に上本博紀、細山田武史、須田幸太などがいる。
大学4年時の2008年には、第4回世界大学野球選手権日本代表に選出。この時の代表チームでは、應武がコーチを務めたほか、早稲田大学の選手から上本、細山田、2年後輩の斎藤佑樹も選ばれた。主に3番打者に起用された松本は、予選リーグ6試合で2本塁打を放つなどの活躍で、チームの決勝トーナメント進出に貢献。アメリカ代表との決勝戦では、延長12回表一死一・二塁の右翼守備で安打を処理すると、本塁へのダイレクト返球で補殺を成立させた。しかし、このプレーの直後に1点を入れられたため、チームは0-1で準優勝に終わった。
2008年度NPBドラフト会議にて阪神タイガースと横浜ベイスターズから1巡目指名を受け、重複指名による抽選の結果、横浜が独占交渉権を獲得し、契約金1億円、年俸1500万円（金額は推定）という条件で入団。横浜球団はこの会議で細山田を4巡目で指名。後に入団したため、松本と再びチームメイトになった。

### 横浜・DeNA時代
2009年

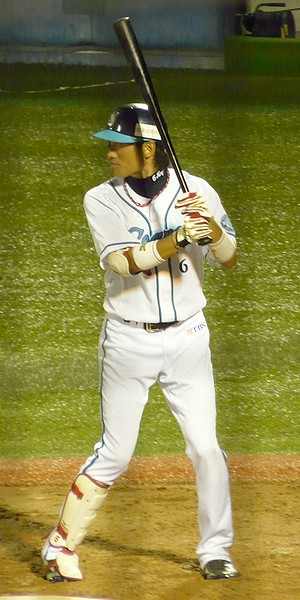
松本啓二朗の打撃フォーム（横浜の二軍・湘南シーレックス時代）

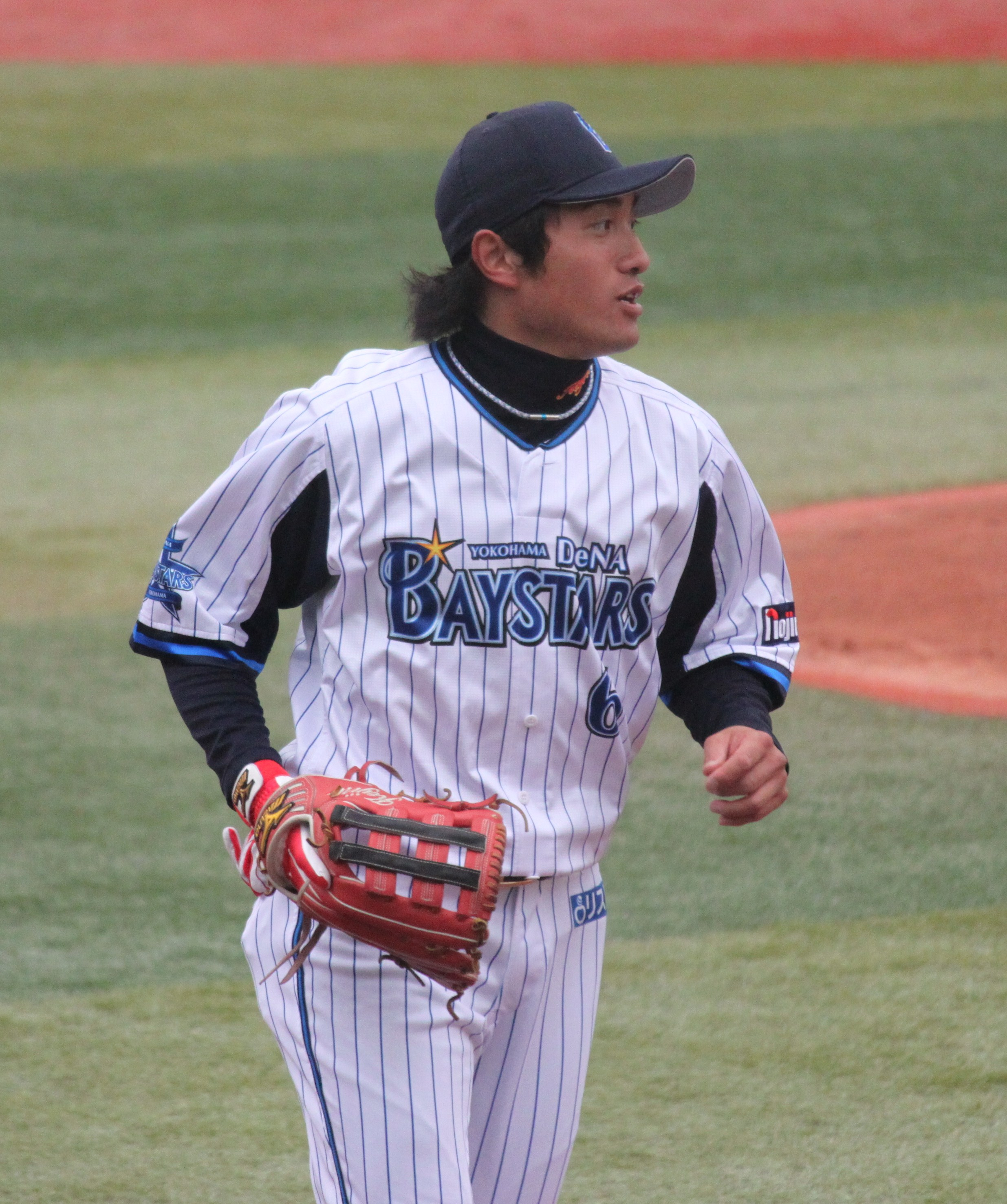
DeNA時代の2012年3月18日 横浜スタジアムにて

金城龍彦、吉村裕基と外野の座を争った結果、同じ新人の細山田、山崎憲晴と共に開幕から一軍登録された。ナゴヤドームで迎えた4月3日の開幕試合ではスタメン1番センターで起用されたが4打席無安打に終わる。新人が開幕戦でスタメン出場するのは球団では38年ぶりだった。その後もプロの投手の球威、変化球に苦しみ打撃が振るわず4月末に一軍登録を抹消された。フレッシュオールスターゲームでは運送会社のミスによって湘南シーレックスの選手・コーチ陣のユニフォーム、用具類が届かず、北海道日本ハムファイターズの練習着を着用して試合に臨んだが、2安打を放ち優秀選手賞を獲得した。終盤に再び一軍へ昇格したが、22試合で打率.136、盗塁はわずか1個に終わった。
2010年
春季キャンプにて40盗塁を目標に掲げたが、開幕一軍を逃し、二軍で打率.310（イースタン・リーグ4位）を残した後、シーズン終盤の8月19日に一軍昇格。9月25日に初本塁打を記録するなど、9月下旬からはスタメンで多く起用された。
2011年
序盤は守備固めや代走を中心に起用されたが一軍には定着できず、二軍で打率.283（イースタン・リーグ6位）を残した後、シーズン終盤に一軍再昇格。9月以降はスタメンでの起用が続いた。最終的には前年を上回る47試合に出場したが、打率.212と精彩を欠いた。
2012年
登録名を啓二朗へ変更。開幕を一軍で迎え、4月8日の広島戦で適時打を放ったが、この年はこの1安打に終わり、自己最少となる18試合の出場にとどまった。12月27日に大田阿斗里、嶋村一輝とともに登録名を本名に戻すことが発表された。
2013年
2年連続で開幕一軍入りを果たし、シーズン序盤は新外国人ナイジャー・モーガンの不振、荒波翔の故障離脱もありスタメン起用がみられ、4月28日の阪神タイガース戦で1号本塁打を打った。しかし5月以降は月間打率1割台と不振に陥り、他外野手陣の復帰や好調もあって出場機会が減少。それでも最終的には、自己最多の72試合に出場した。
2014年
開幕一軍入りを果たすが数日で二軍に降格し、以降は一軍との行き来が続いた。代打率.357と左の代打要員として活躍した。チーム事情でプロ入り後初めて一塁手での出場もした。12月4日、来シーズンから背番号が6から61へ変更となることが発表された。
2015年
前年同様、開幕一軍入りするも二軍との行き来が続いた。7月は打撃好調で、同月13日には本塁打を含む4安打を放つなど活躍したが次第に不調となった。代打率.194と左の代打としても活躍できず、結局二軍でシーズンを終えた。
2016年
前年同様、開幕一軍入りするも約2週間後に二軍へ降格。6月20日に再び一軍へ昇格するもわずか約2週間で二軍へ降格。以降一軍昇格はなかった。二軍では打率.244、5本塁打（打数201）の成績だった。
2017年
5月と8月に一軍へ昇格したが、いずれも短期間で二軍へ降格。一軍公式戦には13試合の出場で、主に代打へ起用された。チームはレギュラーシーズン3位からクライマックスシリーズの突破を経て19年ぶりに日本シリーズへ進出したが、松本自身は日本シリーズの出場資格を得られず、シリーズ終了後の11月5日に球団から戦力外通告を受けた。

### 社会人・かずさマジック時代
NPB他球団での現役続行を希望していたため、2017年11月15日には、マツダスタジアムの12球団合同トライアウトに参加。シートバッティング形式で4人の投手と対戦したところ、2三振を喫しながら、最後の打席で内野安打を放った。NPB他球団からは獲得のオファーを受けられなかったものの、新日鐵住金かずさマジックが松本を受け入れる姿勢を示したため、新昭和に入社のうえで2018年からチームに加入することとなった。
同年は第89回都市対抗野球大会の南関東2次予選、第3代表決定戦で決勝の得点を挙げ、1回戦の西部ガス戦では3安打を放ち、チームの初戦突破に貢献した。
2019年の第90回都市対抗野球大会では、チームでの出場は逃したものの、JFE東日本の補強選手として個人での出場を果たし、これにより一時的ではあるものの大学・プロ時代のチームメイトである須田と再びプレーすることとなった。
2020年は外野手兼コーチとして在籍し、同年のシーズン終了をもって現役を引退、同時に新昭和も退職した。

### 現役引退後
社会人野球選手時代に兼任コーチを経験したこともあり、高校や大学の指導者を目指すことを決意。2021年4月から通信制の大学で教職免許取得を目指しつつ就職活動を行っていたが、6月よりプロ時代に所属していたDeNAに戻り、ベースボールスクールコーチに就任し、子供たちの育成・指導に従事している。

## 選手としての特徴
“走攻守”3拍子揃った外野手。打撃では積極性があり、柔らかいバットコントロールで広角に打ち分ける技術に加え、長打力も秘める。また、50m走で5.7秒を記録した俊足と強肩を生かした守備も魅力である。

## 人物・エピソード
実父の吉啓は、桜美林高校の3年生だった1976年夏の選手権全国大会の優勝投手。明治大学への進学後も、野球部で投手として日米大学野球選手権大会に出場し、その後は明治生命でプレー。引退後は高校野球指導者に転じ、1997年より埼玉栄高校の監督に就任。1998年夏の第80回全国高等学校野球選手権大会と2000年春の第72回選抜高等学校野球大会出場に導いた。啓二朗は理想の指導者像として実父を挙げており、プロ入りする前から実父の姿を見て、将来的には指導者になりたいという夢を持っていた。
3歳下の実弟・歩己も啓二朗に続いて千葉経大付高校へ進学すると、2007年の第79回選抜高等学校野球大会に出場。当時のチームメイトに丸佳浩がいた。卒業後は啓二朗と同じく早稲田大学を経て日本通運に所属し、2017年までプレーした。
横浜球団では、松本と細山田を2008年のドラフト会議で指名するまで、40年間にわたって早稲田大学所属選手の指名を見送ってきた。大洋ホエールズ時代の1969年のNPBドラフト会議で荒川尭を1位で指名したにもかかわらず、アトムズ（現在の東京ヤクルトスワローズ）への入団を希望していた荒川が入団を拒否したことから、1970年10月7日付でヤクルトアトムズへの移籍を前提に荒川と契約したことによる。荒川は同年12月26日に金銭トレードでヤクルトへ移籍したが、大洋側が提示した前述の契約が当時の野球協約に抵触したため、NPBでは新人選手による初年度の移籍を原則として禁止すべく協約を改定した（荒川事件に詳述）。

## 詳細情報

### 年度別打撃成績
| 年 度    | 球 団     | 試 合 | 打 席 | 打 数 | 得 点 | 安 打 | 二 塁 打 | 三 塁 打 | 本 塁 打 | 塁 打 | 打 点 | 盗 塁 | 盗 塁 死 | 犠 打 | 犠 飛 | 四 球 | 敬 遠 | 死 球 | 三 振 | 併 殺 打 | 打 率 | 出 塁 率 | 長 打 率 | O P S |
| -------- | --------- | ----- | ----- | ----- | ----- | ----- | -------- | -------- | -------- | ----- | ----- | ----- | -------- | ----- | ----- | ----- | ----- | ----- | ----- | -------- | ----- | -------- | -------- | ----- |
| 2009     | 横浜 DeNA | 22    | 47    | 44    | 4     | 6     | 0        | 0        | 0        | 6     | 1     | 1     | 1        | 0     | 1     | 2     | 0     | 0     | 10    | 1        | .136  | .170     | .136     | .307  |
| 2010     | 横浜 DeNA | 34    | 54    | 44    | 8     | 13    | 1        | 0        | 2        | 20    | 6     | 1     | 2        | 3     | 0     | 7     | 0     | 0     | 10    | 0        | .295  | .392     | .455     | .847  |
| 2011     | 横浜 DeNA | 47    | 116   | 104   | 9     | 22    | 4        | 1        | 0        | 28    | 11    | 2     | 2        | 6     | 2     | 4     | 0     | 0     | 15    | 2        | .212  | .236     | .269     | .506  |
| 2012     | 横浜 DeNA | 18    | 10    | 8     | 3     | 1     | 0        | 0        | 0        | 1     | 1     | 0     | 0        | 2     | 0     | 0     | 0     | 0     | 1     | 0        | .125  | .125     | .125     | .250  |
| 2013     | 横浜 DeNA | 72    | 166   | 154   | 14    | 38    | 3        | 1        | 4        | 55    | 14    | 0     | 1        | 8     | 0     | 4     | 0     | 0     | 34    | 2        | .247  | .266     | .357     | .623  |
| 2014     | 横浜 DeNA | 34    | 58    | 54    | 8     | 14    | 5        | 0        | 0        | 19    | 5     | 1     | 0        | 2     | 0     | 1     | 0     | 1     | 10    | 1        | .259  | .286     | .352     | .638  |
| 2015     | 横浜 DeNA | 51    | 85    | 73    | 10    | 20    | 5        | 0        | 1        | 28    | 7     | 0     | 1        | 3     | 2     | 7     | 0     | 0     | 19    | 2        | .274  | .329     | .384     | .713  |
| 2016     | 横浜 DeNA | 11    | 14    | 13    | 1     | 2     | 0        | 0        | 0        | 2     | 0     | 0     | 0        | 0     | 0     | 0     | 0     | 1     | 0     | 0        | .154  | .214     | .154     | .368  |
| 2017     | 横浜 DeNA | 13    | 14    | 12    | 1     | 3     | 0        | 0        | 0        | 3     | 0     | 0     | 0        | 0     | 0     | 0     | 0     | 2     | 2     | 0        | .250  | .357     | .250     | .607  |
| NPB：9年 | NPB：9年  | 302   | 564   | 506   | 58    | 119   | 18       | 2        | 7        | 162   | 45    | 5     | 7        | 24    | 5     | 25    | 0     | 4     | 101   | 8        | .235  | .274     | .320     | .594  |

- 横浜（横浜ベイスターズ）は、2012年にDeNA（横浜DeNAベイスターズ）に球団名を変更

### 年度別守備成績
| 年 度 | 球 団     | 一塁  | 一塁  | 一塁  | 一塁  | 一塁  | 一塁     | 外野  | 外野  | 外野  | 外野  | 外野  | 外野     |
| 年 度 | 球 団     | 試 合 | 刺 殺 | 補 殺 | 失 策 | 併 殺 | 守 備 率 | 試 合 | 刺 殺 | 補 殺 | 失 策 | 併 殺 | 守 備 率 |
| ----- | --------- | ----- | ----- | ----- | ----- | ----- | -------- | ----- | ----- | ----- | ----- | ----- | -------- |
| 2009  | 横浜 DeNA | -     | -     | -     | -     | -     | -        | 11    | 7     | 0     | 0     | 0     | 1.000    |
| 2010  | 横浜 DeNA | -     | -     | -     | -     | -     | -        | 27    | 33    | 0     | 2     | 0     | .943     |
| 2011  | 横浜 DeNA | -     | -     | -     | -     | -     | -        | 31    | 62    | 2     | 0     | 1     | 1.000    |
| 2012  | 横浜 DeNA | -     | -     | -     | -     | -     | -        | 10    | 5     | 0     | 1     | 0     | .833     |
| 2013  | 横浜 DeNA | -     | -     | -     | -     | -     | -        | 50    | 67    | 5     | 1     | 1     | .986     |
| 2014  | 横浜 DeNA | 1     | 1     | 0     | 1     | 0     | .500     | 22    | 27    | 0     | 0     | 0     | 1.000    |
| 2015  | 横浜 DeNA | -     | -     | -     | -     | -     | -        | 19    | 26    | 1     | 1     | 0     | .964     |
| 2016  | 横浜 DeNA | -     | -     | -     | -     | -     | -        | 5     | 4     | 0     | 0     | 0     | 1.000    |
| 2017  | 横浜 DeNA | -     | -     | -     | -     | -     | -        | 3     | 1     | 0     | 0     | 0     | 1.000    |
| 通算  | 通算      | 1     | 1     | 0     | 1     | 0     | .500     | 178   | 232   | 8     | 5     | 2     | .980     |

### 記録
- 初出場・初先発出場：2009年4月3日、対中日ドラゴンズ1回戦（ナゴヤドーム）、1番・中堅手で先発出場
- 初打席：同上、1回表に浅尾拓也から一塁ゴロ
- 初安打：2009年4月11日、東京ヤクルトスワローズ2回戦（横浜スタジアム）、7回裏にライアン・グリンの代打で出場、松岡健一から左前安打
- 初盗塁：2009年4月15日、対広島東洋カープ2回戦（MAZDA Zoom-Zoom スタジアム広島）、7回表に二盗（投手：マイク・シュルツ、捕手：石原慶幸）
- 初打点：2009年4月22日、対広島東洋カープ4回戦（横浜スタジアム）、7回裏に梅津智弘から中犠飛
- 初本塁打：2010年9月25日、対中日ドラゴンズ24回戦（横浜スタジアム）、5回裏に山本昌から右越2ラン

### 背番号
- 6（2009年 - 2014年）
- 61（2015年 - 2017年）

### 登録名
- 松本 啓二朗（まつもと けいじろう、2009年 - 2011年、2013年 - 2017年）
- 啓二朗（けいじろう、2012年）

### 登場曲
- FIELD OF VIEW 「DAN DAN 心魅かれてく」
- 三代目J Soul Brothers 「O.R.I.O.N.」（2015年 - 2016年）
- AAA 「MAGIC」（2017年）